# Antônio Fagundes
Antônio Fagundes, all'anagrafe Antônio José da Silva Fagundes Filho (Rio de Janeiro, 18 aprile 1949), è un attore e doppiatore brasiliano.

## Biografia
Ha preso parte a film e a telenovelas. In tv lo si ricorda soprattutto come partner di Sônia Braga in Dancin' Days, ma è noto anche per aver dato il volto al Gumercindo di Terra nostra; è stato inoltre attore protagonista nelle due prime miniserie televisive prodotte da Rede Globo (Brazil e Avenida Paulista). Nel 2000 è stato l'interprete principale di due pellicole che hanno riscosso grande successo in Brasile e in Europa: Bossa Nova e Villa-Lobos - Uma Vida de Paixão. 
Come doppiatore è stato scelto soprattutto per sostituire le voci originali in film d'animazione.
Ha vinto due volte il Prêmio Extra de Televisão de melhor ator: nel 2001 per Porto dos Milagros e nel 2008 per Duas caras. Nel 2009 ha ottenuto il Troféu Mário Lago.

## Vita privata
Divorziato due volte, nel 2016 Fagundes ha sposato in terze nozze la collega Alexandra Martins. Ha tre figli nati dal primo matrimonio e uno dal secondo, l'attore e cantante Bruno Fagundes. Si è dichiarato agnostico. 

## Filmografia

### Telenovelas
- Antônio Maria (1968)
- Nenhum Homem é Deus (1969)
- A Revolta dos Anjos (1972)
- Bel-Ami (1972)
- Mulheres de Areia (1973)
- O Machão (1974)
- Saramandaia (1976)
- Nina (1977)
- Dancin' Days (1978)
- Champagne (1983)
- Vite rubate (Louco amor) 1983)
- Corpo a Corpo (1984)
- Senza scrupoli (Vale tudo) (1988)
- Rainha da Sucata (1990)
- O Dono do Mundo (1991)
- Renascer (1993)
- A Viagem (1994)
- A Próxima Vítima (1995)
- O Rei do Gado (1996)
- Soltanto per amore (Por Amor) (1997)
- Terra nostra (1999)
- Porto dos Milagres (2001)
- Terra nostra 2 - La speranza (Esperança) (2002)
- Vale todo (2002)
- Duas caras (2007)
- Negócio da China (2008)
- Tempos Modernos (2010)
- Insensato Coração (2011)
- Gabriela (2012)
- Amor à vida (2013)
- Bom Sucesso (2019-2020)

### Miniserie e telefilm
- Caso Especial (episodio: "Jorge, um Brasileiro") (1978)
- Carga Pesada (1979-1981)
- Brazil (Amizade Colorida) (1981)
- Avenida Paulista (1982)
- Caso Verdade (episodio: "Filhos da Esperança") (1982)
- Mundo da Lua (1991)
- Engraçadinha... Seus Amores e Seus Pecados (1995)
- A Comédia da Vida Privada (1995)
- Labirinto (1998)
- Brava Gente (2002)
- Carga Pesada (2003-2007)
- Mad Maria (2005)
- As Cariocas (2010)

### Cinema
- Sandra, Sandra (1967)
- A Compadecida (1969)
- Eterna Esperança (1971)
- A Noite das Fêmeas (1975)
- Eu faço... Elas Sentem (1975)
- Elas São do Baralho (1976)
- Vida Vida (1977)
- A Noite dos Duros (1978)
- Doramundo (1978)
- O Menino Arco-Íris (1979)
- Gaijin – Os Caminhos da Liberdade (1979)
- Os Sete Gatinhos (1980)
- Pra Frente, Brasil (1981)
- Tchau, Amor (1982)
- As Aventuras de Mário Fofoca (1982)
- Das Tripas Coração (1982)
- Carícias Eróticas (1982)
- A Próxima Vítima (1983)
- O Menino Arco-Íris (1983)
- Jogo Duro (1985)
- Besame Mucho (1986)
- Anjos da Noite (1986)
- Eternamente Pagu (1987)
- A Dama do Cine Shanghai (1987)
- Leila Diniz (1987)
- Barbosa (1988)
- O Corpo (1989)
- Beijo 2348/72 (1992)
- Era Uma Vez no Tibet (1993)
- Doces Poderes (1996)
- Uma história de futebol (narratore in cortometraggio) (1998)
- Fica Comigo (1998)
- No Coração dos Deuses (1999)
- O Tronco (1999)
- Paixão Perdida (1999)
- Bossa nova (2000)
- Villa-Lobos - Uma Vida de Paixão (2000)
- Sete Minutos (2003)
- Deus É Brasileiro (2003)
- A Dona da História (2004)
- Achados (2005)

## Doppiaggio (lista parziale)
- Il Grinch
- La marcia dei pinguini